# Cuchapa
Cuchapa är en ort i Mexiko.   Den ligger i kommunen Coscomatepec och delstaten Veracruz, i den sydöstra delen av landet, 220 km öster om huvudstaden Mexico City. Cuchapa ligger 1 679 meter över havet och antalet invånare är 403.
Terrängen runt Cuchapa är bergig, och sluttar österut. Runt Cuchapa är det ganska tätbefolkat, med 155 invånare per kvadratkilometer. Närmaste större samhälle är Huatusco de Chicuellar, 17,1 km nordost om Cuchapa. I omgivningarna runt Cuchapa växer huvudsakligen savannskog.